# Cricotopus eleanatis
Cricotopus eleanatis är en tvåvingeart som beskrevs av Roback 1960. Cricotopus eleanatis ingår i släktet Cricotopus och familjen fjädermyggor.
Artens utbredningsområde är Peru. Inga underarter finns listade i Catalogue of Life.